# Macchi M.33
Il Macchi M.33 era un idrocorsa (idrovolante da corsa) con configurazione "a scafo centrale" realizzato dall'azienda italiana Aeronautica Macchi per partecipare alla Coppa Schneider del 1925.
Basato sull'esperienza del precedente M.19 ne conservava l'impostazione generale con l'abitacolo di pilotaggio arretrato, l'impennaggio cruciforme, tranne per la configurazione alare passata da biplana a monoplana.
L'aereo era destinato alla Coppa Schneider del 1925, che si tenne a Shore Park Bay, Baltimora, il 26 ottobre 1925. Dei due idrovolanti al via, solo quello pilotato da Giovanni De Briganti, completò la gara classificandosi terzo con una media di 271 km/h.
I due idrocorsa terminarono la loro carriera come velivoli da addestramento presso il Reparto Alta Velocità di Desenzano del Garda.

## Curiosità
Nel film d'animazione Porco Rosso, del regista giapponese Hayao Miyazaki, il protagonista pilota un idrovolante immaginario denominato SIAI S.21 in realtà molto più simile all'aspetto dell'M.33.

## Velivoli comparabili
Regno Unito
- Gloster III

 Stati Uniti
- Curtiss R3C